# Simone Berner
Simone Berner född 27 mars 1980 är en schweizisk innebandyspelare. Hon har spelat i Schweiz damlandslag i innebandy  Berner har vunnit ett VM-guld (2005), två VM-silver (2003 & 2009) och ett VM-brons (2007).[källa behövs] Hon blev uttagen i All Star Team då Schweiz tog silver i Världsmästerskapet i innebandy för damer 2009.